# Hemerodromia chelata
Hemerodromia chelata är en tvåvingeart som beskrevs av James David Macdonald 1998. Hemerodromia chelata ingår i släktet Hemerodromia och familjen dansflugor. Inga underarter finns listade i Catalogue of Life.